# شهرستان یییوان
شهرستان یییوان (به لاتین: Yiyuan County) یک شهرستان‌های جمهوری خلق چین در چین است که در زایبو واقع شده‌است.
 شهرستان یییوان  ۵۴۹٬۵۰۰ نفر جمعیت دارد.